# Північно-західна індіанська конфедерація

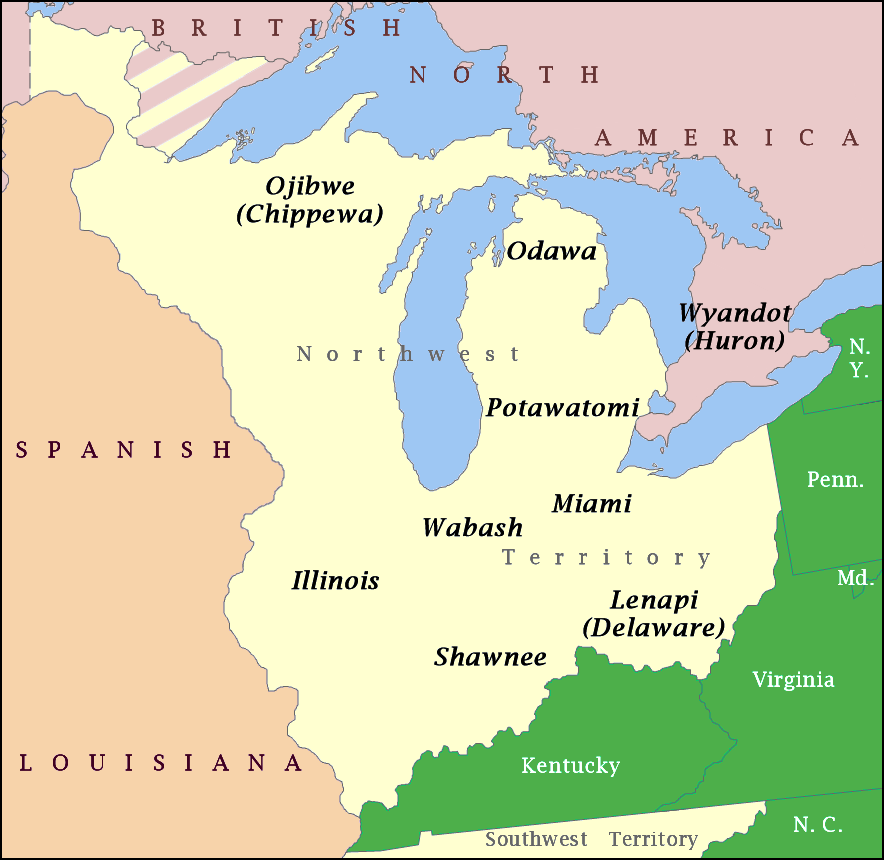
Північно-західні території, де мешкали індіанські племена, що формували Північно-західну індіанську конфедерацію

Північно-західна індіанська конфедерація, також відома як Північно-західна конфедерація (англ. Northwestern Confederacy) — політичний та військовий союз корінних американців, що мешкали в районі Великих озер, створений після Американської війни за незалежність. Формально конфедерація називала себе Об'єднаними індійськими націями в їхній Раді Конфедерації. Іноді її називали конфедерацією Маямі, оскільки багато тогочасних федеральних чиновників переоцінювали вплив і чисельність племен маямі, виходячи з розміру їх головного міста Кекіонга.
Конфедерація, яка бере свій початок у панплемінних рухах 1740-х років, утворилася в спробі протистояти експансії щойно виниклих Сполучених Штатів і вторгненню американських поселенців на Північно-Західну територію після того, як Велика Британія поступилася регіоном США за умовами Паризького договору 1783 року. Американська експансія призвела до Північно-західної індіанської війни (1785—1795), у якій Конфедерація здобула значні перемоги над США. Зрештою, новий Президент Дж. Вашингтон зібрав нову армію — Легіон США на чолі з генералом Е. Вейном — який у вирішальній битві біля Фоллен Тімберз у 1794 році вщент розгромив війська індіанської конфедерації. Конфедерація розпалася і погодилася на мир із США, але згодом Тенскватава (відомий як Пророк) і його брат Текумсе відродили опір між племенами, що призвело до створення конфедерації Текумсе.

## Склад конфедерації
Підписантами Детройтського листа до Конгресу 1786 року були ірокези («Шість націй»), черокі, гурони, шауні, делавери, одава, потаватомі, маямі та конфедерація Вабаш. Джозеф Брант підписав листа як фізична особа. Через їхнє проживання в (або поблизу) країни Огайо, конфедерація в основному складалася з таких племен регіону, але при цьому треба враховувати, що найчастіше рішення про приєднання до конфедерації приймало село чи громада племені, а не все плем'я загалом. До складу конфедерації входили такі племена:
- Веа
- Гурони
- Делавари
- Іллінойси
- Ірокези
- Кікапу
- Верхні крики
- Маямі
- Маскутени
- Меноміні
- Мінго
- Оджибве
- Оттава
- Піанкашо
- Потаватомі
- Сауки
- Месквоки
- Чикамога-чероки
- Шауні
- Сім націй Канади